# Arnold Zuluaga
Arnold Zuluaga Sagástegui (Callao, 28 de diciembre de 1983) es un exfutbolista y entrenador peruano. Volante hijo de David Zuluaga (exfutbolista y último campeón con la Sport Boys en 1984), jugó por equipos de Primera y Segunda División.

## Clubes
| Club                 | País | Año         |
| -------------------- | ---- | ----------- |
| Somos Aduanas        | Perú | 2004        |
| La Peña Sporting     | Perú | 2005        |
| Deportivo SIMA       | Perú | 2006        |
| Hijos de Acosvinchos | Perú | 2006        |
| Atlético Torino      | Perú | 2007        |
| UTC de Cajamarca     | Perú | 2008        |
| Sport Boys           | Perú | 2009 - 2010 |
| Cobresol             | Perú | 2011        |
| Coronel Bolognesi FC | Perú | 2012        |
| Sport Victoria       | Perú | 2013        |
| Sport Boys           | Perú | 2014        |
| Atlético Minero      | Perú | 2015        |

## Palmarés

### Campeonatos nacionales
| Título           | Club       | País | Año  |
| ---------------- | ---------- | ---- | ---- |
| Segunda División | Sport Boys | Perú | 2009 |